# Porte de Namur
Pour la station du métro bruxellois, voir Porte de Namur (métro de Bruxelles).

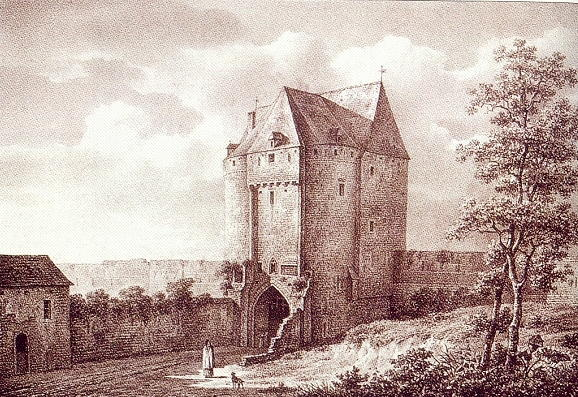
La Porte de Namur à la fin du XVIIIe siècle

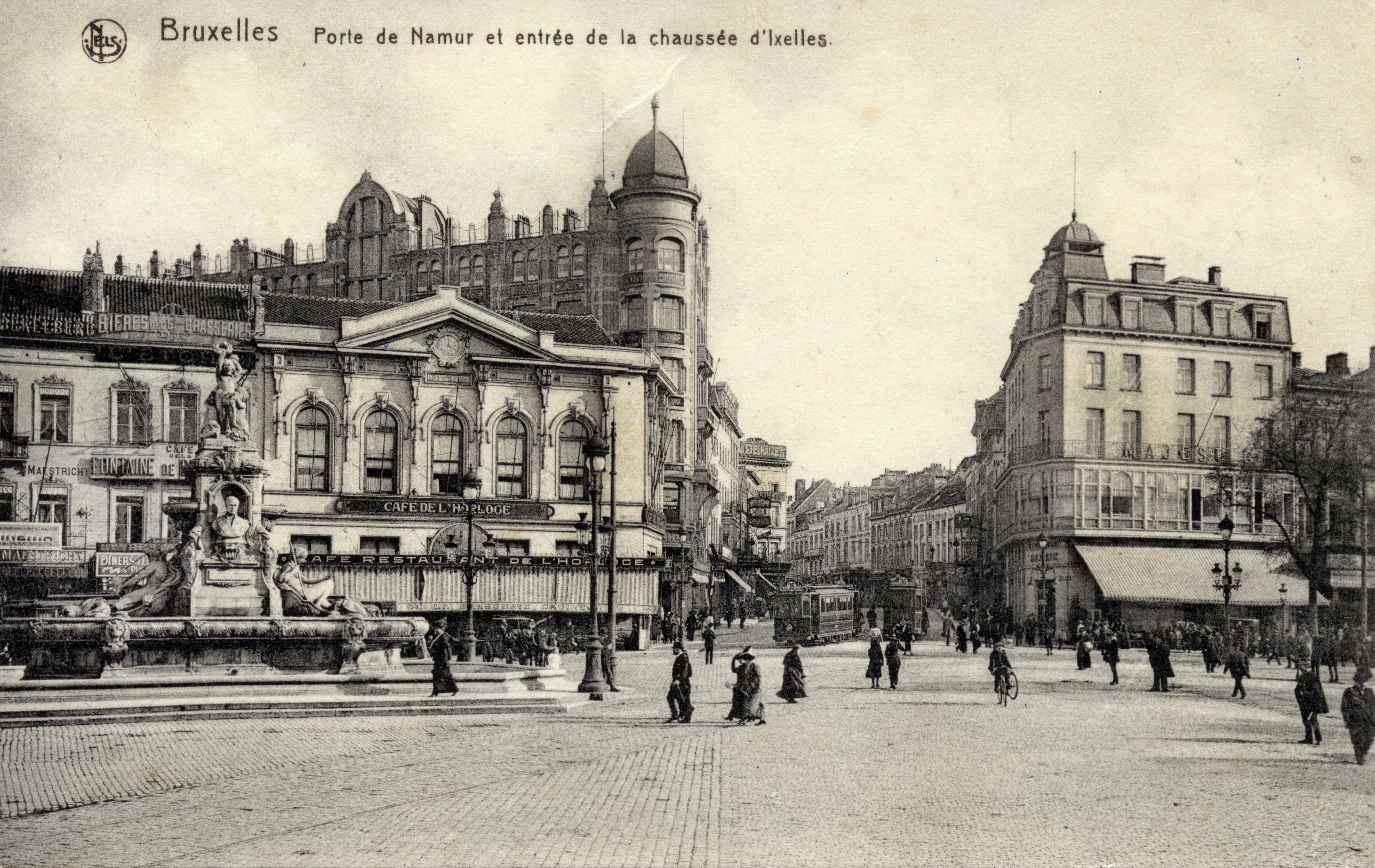
Le quartier 'Porte de Namur' aux environs de 1900

La porte de Namur (en néerlandais : Naamsepoort) était l'une des portes de la seconde enceinte de Bruxelles construite au XIVe siècle et détruite à la fin du XVIIIe siècle. Elle s'appelait antérieurement Nouvelle porte du Coudenberg, par opposition à l'ancienne située sur la première enceinte, et reliait la rue Entre deux Portes (actuelle rue de Namur) au chemin d'Ixelles (actuelle chaussée d'Ixelles). 
Au XXIe siècle le terme « porte de Namur » désigne souvent le quartier éponyme, voire la station de métro, plutôt que le bâtiment disparu.

## La Porte de Namur
Au cours de la construction des boulevards de la petite ceinture, deux anciens pavillons d'octroi néoclassiques y furent élevés par l'architecte Auguste Payen (collaborateur de Nicolas Roget, architecte de la Ville de Bruxelles) en 1836. L'octroi ayant été aboli en 1860, les bâtiments furent déplacés à l’entrée du Bois de la Cambre trois ans plus tard. La suppression des barrières permit alors au faubourg de Namur de se développer.
En 1866, les pavillons sont remplacés par la monumentale fontaine de Brouckère, œuvre de l'architecte Henri Beyaert et des sculpteurs Pierre Dunion et Edouard Fiers, érigée en souvenir du bourgmestre Charles de Brouckère. Le monument sera démonté en 1955  pour permettre le réaménagement des boulevards en prévision de l'exposition universelle de 1958. Il sera ensuite réinstallé à Laeken, square Jean Palfyn, face au Stade Roi Baudouin, en 1977.

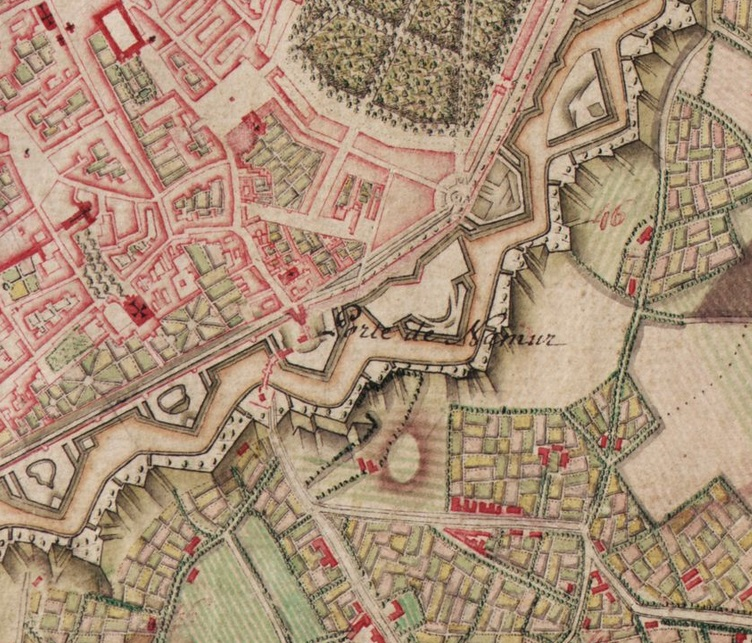
La Porte de Namur sur la carte de Ferraris du XVIIIe siècle

## Le quartier « Porte de Namur»
L'appellation Porte de Namur finit alors par désigner l'ensemble du quartier ixellois, qui devient un des endroits les plus prisés du haut de la ville, rendez-vous de la classe aisée et des artistes. le quartier comptait alors de nombreux cafés, restaurants chics, commerces de luxe, salles de spectacles, et plus tard, salles de cinéma.
La modernisation de l'infrastructure routière de la seconde moitié du XXe siècle, a marqué l'arrêt de cette période en transformant le quartier en lieu de transit pour voitures. La rue du Bastion qui reliait les boulevards à la chaussée de Wavre, a été supprimée et remplacée par une tour de bureaux, plusieurs immeubles néoclassiques disparaissent également. Des salles de spectacles sont transformées en grand magasins ou en fast food. Cette transformation est d'ailleurs appelée la bruxellisation.
Aujourd'hui le quartier de la porte de Namur redevient un centre commercial très fréquenté, moins élitiste que par le passé, et l'un des quartiers les plus animés de la ville. Il se confond en partie avec le quartier dit « Matongé », rendez-vous des communautés africaines de Bruxelles, notamment congolaises et ruandaises, en raison du passé colonial belge.

## Accès
| ___ | Ce site est desservi par la station de métro : Porte de Namur. |

## Sources
- Michel Hainaut & Philippe Bovy, À la découverte de l'histoire d'Ixelles : Porte de Namur. Ixelles, avril 2000, 16 p.